# カチャトーラ

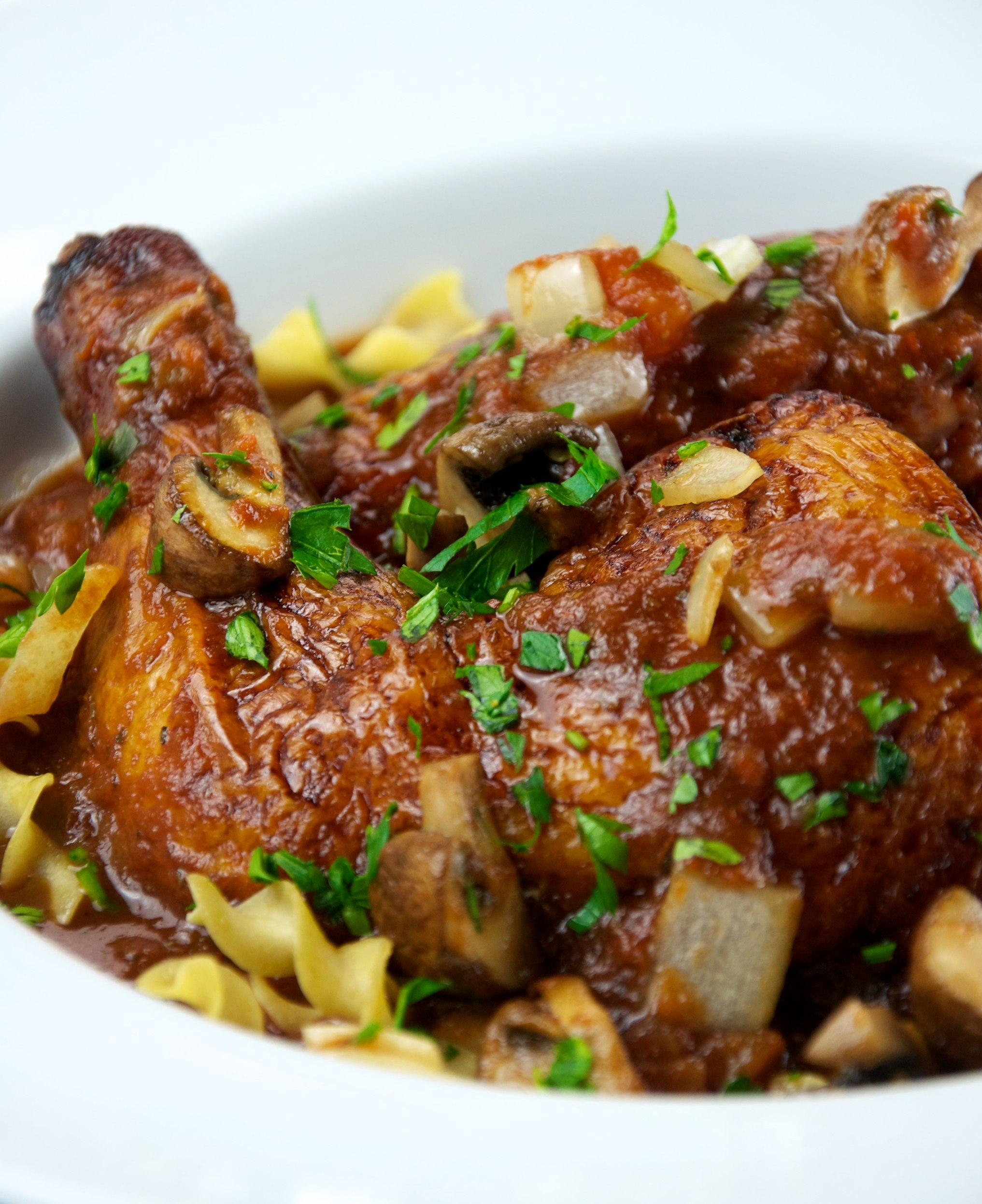
鶏肉のカチャトーラ

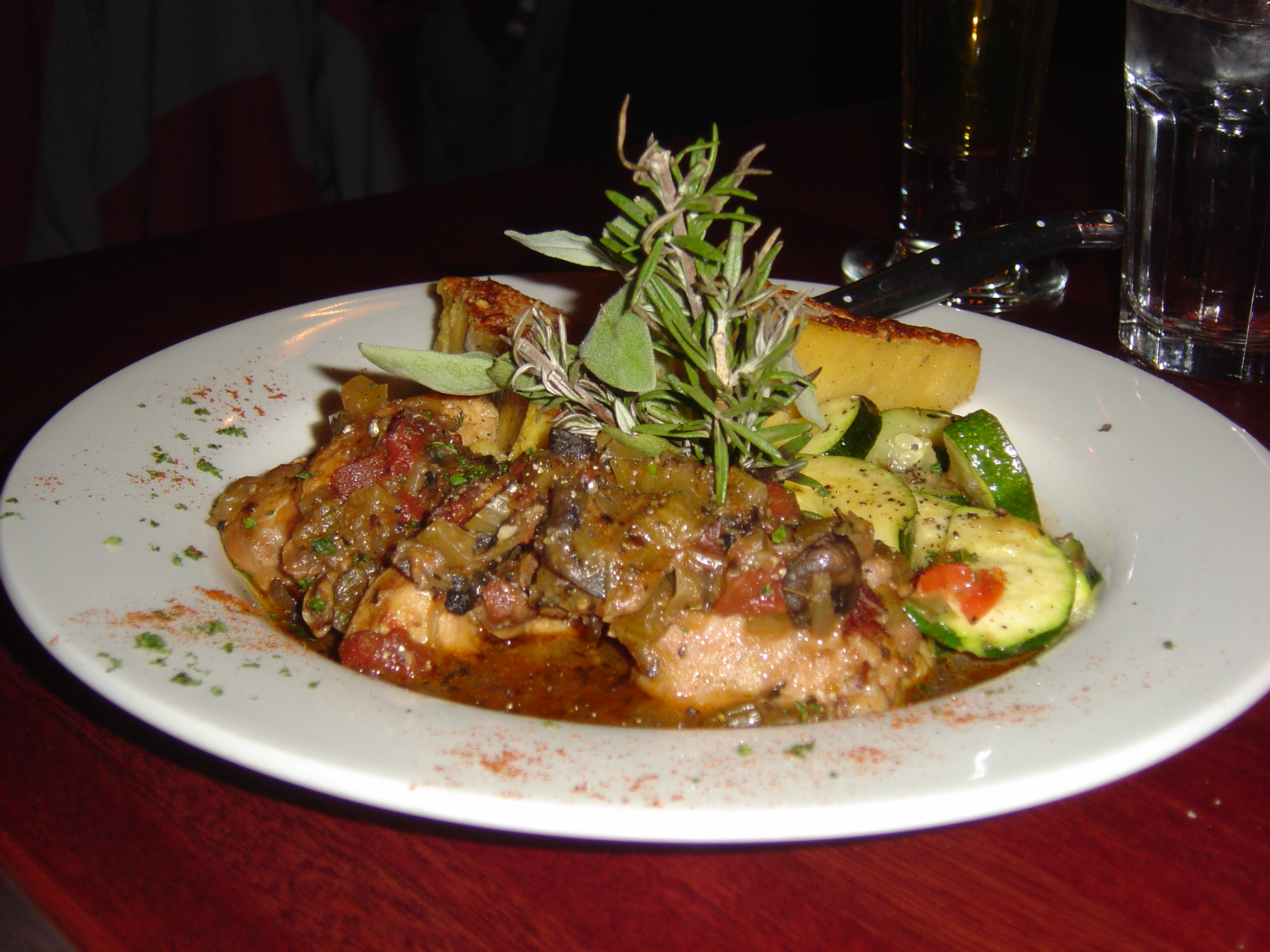
ウサギ肉のカチャトーラ

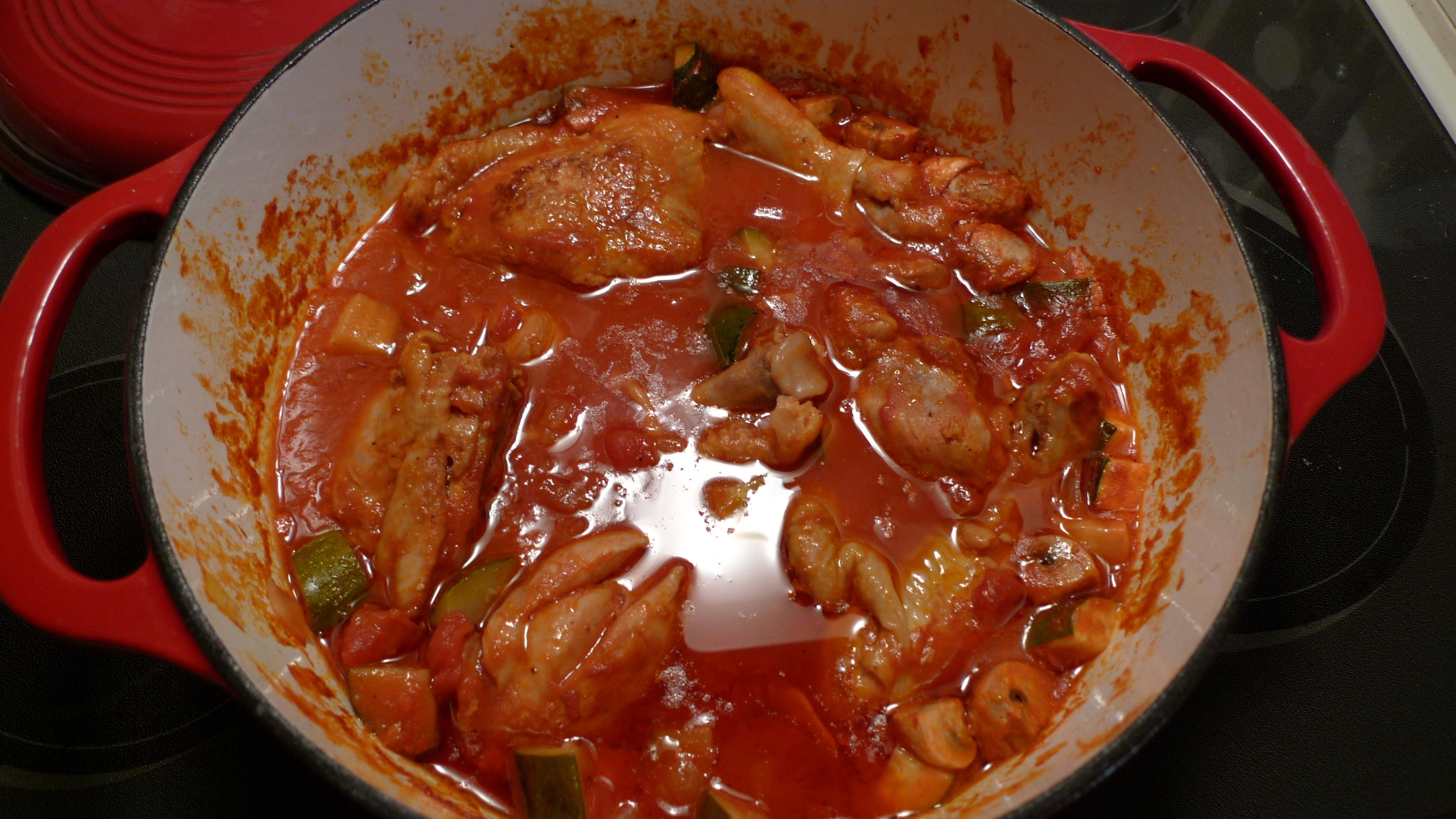
米国風のカチャトーラ

カチャトーラ（イタリア語: cacciatore、英語: cacciatora）は、イタリア語で「猟師風の料理」という意味のイタリア料理である。トマト、タマネギ、ハーブ、ピーマンに蒸し煮した鶏肉（pollo alla cacciatora）やウサギ肉（coniglio alla cacciatora）が用いられ、ワインが加えられる場合もある。
salamino cacciatoreは、ニンニクとコショウだけで味付けした小さなサラミが加えられる。

## 調理
基本的なカチャトーラのレシピでは、小さじ数杯のオリーブ油を大きなフライパンで熱し、塩胡椒を振った鶏肉の両面を3-4分ずつ焼く。鶏肉を取り出し、油の大部分を拭き取ったら、残りの油でタマネギ、ピーマン、その他の野菜を数分間炒める。小さなトマト缶とローズマリー、半カップの赤ワインを加え、さらにベイリーフと甘味を加えるために微塵切りのニンジンを加える。ここに鶏肉を戻して蓋をする。極弱火で1時間ほど煮込んで完成である。田舎パンかパスタを添えて供されることが多い。

## バリエーション
地域によって、その地で得られる食材を用いた多くのバリエーションがある。例えば、南イタリアでは赤ワインがよく用いられるが、北イタリアでは白ワインが用いられる。マッシュルームを加えるレシピもある。
アメリカ合衆国では、マリナーラソースから作られることがある。